# PFKP
Fosfofruktokinaza, trombocitni tip, takođe poznata kao PFKP je enzim koji je kod ljudi kodiran PFKP genom.

## Funkcija
PFKP gen kodira trombocitnu izoformu fosfofruktokinaze (PFK) (ATP:D-fruktoza-6-fosfat-1-fosfotransferaza, EC 2.7.1.11). PFK katalizujue ireverzibilnu konverziju fruktoza 6-fosfata do fruktoza 1,6-bisfosfata i ključni je regulatorni enzim u glikolizi. PFKP gen, koji je mapiran na hromozomu 10p, je isto tako izražen u fibroblastima. Mišićna (PFKM) i jetrena (PFKL) izoforma fosfofruktokinaze su locirane na hromozomima 12q13 i 21q22, respektivno. Completni tetramerni fosfofruktokinazni enzim koji je prisutan u trombocitima može da bude formiran od podjedinica P4, P3L, i P2L2.

## Literatura
- Meienhofer MC; Lagrange JL; Cottreau D;  . (1979). „Phosphofructokinase in human blood cells”. Blood. 54 (2): 389—400. PMID 156568.
- Kahn A; Meienhofer MC; Cottreau D;  . (1979). „Phosphofructokinase (PFK) isozymes in man. I. Studies of adult human tissues”. Hum. Genet. 48 (1): 93—108. PMID 156693. doi:10.1007/bf00273280.
- Morrison N; Simpson C; Fothergill-Gilmore L;  . (1992). „Regional chromosomal assignment of the human platelet phosphofructokinase gene to 10p15”. Hum. Genet. 89 (1): 105—6. PMID 1533608. doi:10.1007/BF00207053.
- Simpson CJ, Fothergill-Gilmore LA (1991). „Isolation and sequence of a cDNA encoding human platelet phosphofructokinase”. Biochem. Biophys. Res. Commun. 180 (1): 197—203. PMID 1834056. doi:10.1016/S0006-291X(05)81276-8.
- Nakajima H; Noguchi T; Yamasaki T;  . (1987). „Cloning of human muscle phosphofructokinase cDNA”. FEBS Lett. 223 (1): 113—6. PMID 2822475. doi:10.1016/0014-5793(87)80519-7.
- Eto K; Sakura H; Yasuda K;  . (1994). „Cloning of a complete protein-coding sequence of human platelet-type phosphofructokinase isozyme from pancreatic islet”. Biochem. Biophys. Res. Commun. 198 (3): 990—8. PMID 8117307. doi:10.1006/bbrc.1994.1141.
- Bonaldo MF, Lennon G, Soares MB (1997). „Normalization and subtraction: two approaches to facilitate gene discovery”. Genome Res. 6 (9): 791—806. PMID 8889548. doi:10.1101/gr.6.9.791.
- Adam GC, Sorensen EJ, Cravatt BF (2003). „Trifunctional chemical probes for the consolidated detection and identification of enzyme activities from complex proteomes”. Mol. Cell Proteomics. 1 (10): 828—35. PMID 12438565. doi:10.1074/mcp.T200007-MCP200.
- Strausberg RL; Feingold EA; Grouse LH;  . (2003). „Generation and initial analysis of more than 15,000 full-length human and mouse cDNA sequences”. Proc. Natl. Acad. Sci. U.S.A. 99 (26): 16899—903. PMC 139241 . PMID 12477932. doi:10.1073/pnas.242603899.
- Ota T; Suzuki Y; Nishikawa T;  . (2004). „Complete sequencing and characterization of 21,243 full-length human cDNAs”. Nat. Genet. 36 (1): 40—5. PMID 14702039. doi:10.1038/ng1285.
- Navarro-Lérida I; Martínez Moreno M; Roncal F;  . (2004). „Proteomic identification of brain proteins that interact with dynein light chain LC8”. Proteomics. 4 (2): 339—46. PMID 14760703. doi:10.1002/pmic.200300528.
- Beausoleil SA; Jedrychowski M; Schwartz D;  . (2004). „Large-scale characterization of HeLa cell nuclear phosphoproteins”. Proc. Natl. Acad. Sci. U.S.A. 101 (33): 12130—5. PMC 514446 . PMID 15302935. doi:10.1073/pnas.0404720101.
- Gerhard DS; Wagner L; Feingold EA;  . (2004). „The Status, Quality, and Expansion of the NIH Full-Length cDNA Project: The Mammalian Gene Collection (MGC)”. Genome Res. 14 (10B): 2121—7. PMC 528928 . PMID 15489334. doi:10.1101/gr.2596504.
- Rush J; Moritz A; Lee KA;  . (2005). „Immunoaffinity profiling of tyrosine phosphorylation in cancer cells”. Nat. Biotechnol. 23 (1): 94—101. PMID 15592455. doi:10.1038/nbt1046.
- Hannemann A; Jandrig B; Gaunitz F;  . (2005). „Characterization of the human P-type 6-phosphofructo-1-kinase gene promoter in neural cell lines”. Gene. 345 (2): 237—47. PMID 15716112. doi:10.1016/j.gene.2004.11.018.
- Beausoleil SA; Villén J; Gerber SA;  . (2006). „A probability-based approach for high-throughput protein phosphorylation analysis and site localization”. Nat. Biotechnol. 24 (10): 1285—92. PMID 16964243. doi:10.1038/nbt1240.
- Ewing RM; Chu P; Elisma F;  . (2007). „Large-scale mapping of human protein–protein interactions by mass spectrometry”. Mol. Syst. Biol. 3 (1): 89. PMC 1847948 . PMID 17353931. doi:10.1038/msb4100134.
- Martínez-Costa OH, Sánchez-Martínez C, Sánchez V, Aragón JJ (2007). „Chimeric phosphofructokinases involving exchange of the N- and C-terminal halves of mammalian isozymes: implications for ligand binding sites”. FEBS Lett. 581 (16): 3033—8. PMID 17544406. doi:10.1016/j.febslet.2007.05.059.